# Liste des navires de l'United States Navy : S
Cet article contient la liste de tous les bateaux de la Marine des États-Unis dont le nom commence par la lettre S.

## S
- List of sub chasers (SC-1 through SC-1634)
- USS S-1 (SS-105)
- USS S-2 (SS-106)
- USS S-3 (SS-107)
- USS S-4 (SS-109)
- USS S-5 (SS-110)
- USS S-6 (SS-111)
- USS S-7 (SS-112)
- USS S-8 (SS-113)
- USS S-9 (SS-114)
- USS S-10 (SS-115)
- USS S-11 (SS-116)
- USS S-12 (SS-117)
- USS S-13 (SS-118)
- USS S-14 (SS-119)
- USS S-15 (SS-120)
- USS S-16 (SS-121)
- USS S-17 (SS-122)
- USS S-18 (SS-123)
- USS S-19 (SS-124)
- USS S-20 (SS-125)
- USS S-21 (SS-126)
- USS S-22 (SS-127)
- USS S-23 (SS-128)
- USS S-24 (SS-129)
- USS S-25 (SS-130)
- USS S-26 (SS-131)
- USS S-27 (SS-132)
- USS S-28 (SS-133)
- USS S-29 (SS-134)
- USS S-30 (SS-135)
- USS S-31 (SS-136)
- USS S-32 (SS-137)
- USS S-33 (SS-138)
- USS S-34 (SS-139)
- USS S-35 (SS-140)
- USS S-36 (SS-141)
- USS S-37 (SS-142)
- USS S-38 (SS-143)
- USS S-39 (SS-144)
- USS S-40 (SS-145)
- USS S-41 (SS-146)
- USS S-42 (SS-153)
- USS S-43 (SS-154)
- USS S-44 (SS-155)
- USS S-45 (SS-156)
- USS S-46 (SS-157)
- USS S-47 (SS-158)
- USS S-48 (SS-159)
- USS S-49 (SS-160)
- USS S-50 (SS-161)
- USS S-51 (SS-162)
- USS S-132 (1920)
- USS S. M. Goucher (SP-2487)
- USS S. P. Lee (DD-310, T-AGS-31/T-AG-192)
- USS S. T. Co. No. 2 (SP-267)

## Sab–Sam
- USS Sabalo (SP-225, SS-302)
- USS Sabatowan (ID-4056)
- USS Sabeata (YTB-287)
- USS Sabik (AK-121)
- USS Sabine (1855, AO-25)
- USS Sabine Sun (ID-2747)
- USS Sable (IX-81)
- USS Sablefish (SS-303/AGSS-303)
- USS Sabot (SP-213)
- USS Sabotawan (ID-4056)
- USS Sac City (ID-3861)
- USS Sacagawea (YT-241, YT-326, T-AKE-2)
- USS Sacandaga (ID-3877, AOG-40)
- USS Saccarappa (ID-3828)
- USS Sachem (1776, 1861, SP-192)
- USS Saco (1863, YT-31, YTB-796)
- USS Sacramento (1862, PG-19, AOE-1)
- Sacrifice (Sacrifice)
- USS Sadie Ross (SP-736)
- USS Saetia (ID-2317)
- USS Safeguard (ARS-25, ARS-50/T-ARS-50)
- USS Saffron (1863)
- USS Sagacity (AM-293, AM-469/MSO-469)
- USS Sagadahoc (ID-3311)
- USS Sagadahoc County (LST-1091)
- USS Sagamore (1861, AT-20/ATO-20, ATA-208)
- USS Sagawamick (YTB-522/YTM-522)
- USS Sage (AM-111/MSF-111)
- USS Saginaw (1859, LST-1188)
- USS Saginaw Bay (CVE-82/CVHE-82)
- USNS Sagitta (T-AK-87)
- USS Sagittarius (AKN-2)
- USS Sagua (ID-1627)
- USS Saguanash (YTB-288)
- USS Saidor (CVE-117/CVHE-117/AKV-17)
- USS Sailfish (SS-192, SSR-572/SS-572)
- USS Saint Croix (APA-231/LPA-231)
- USS Saint Croix River (LSM(R)-524)
- USS Saint Paul (1895, CA-73)
- USS Saipan (CVL-48/AVT-6/CC-3/AGMR-2, LHA-2)
- USS Sakarissa (YT-269/YTB-269/YTM-269)
- USS Sakatonchee (YOG-49/AOG-19)
- USS Sakaweston (YT-289)
- USS Sakonnet (AOG-61)
- USS Salamaua (CVE-96)
- USS Salamonie (AO-26)
- USS Salem (CL-3, CM-11, CA-139)
- USS Salerno Bay (CVE-110/AKV-10)
- USS Salinan (AT-161/ATF-161)
- USS Salinas (AO-19)
- USS Saline County (LST-1101)
- USS Salisbury Sound (AV-13)
- USS Salish (ATA-187)
- USS Sallie Bishop (1864)
- USS Sallie Wood (1860)
- Sally Ride (Sally Ride)
- USS Salmon (SS-19, SS-182, SSR-573/SS-573/AGSS-573)
- USS Salmon Falls River (LSM(R)-530)
- USS Salt Lake City (CL-25/CA-25, SSN-716)
- USS Saltery Bay (CVE-117)
- USS Saluda (IX-87/YAG-87)
- USS Salute (AM-294/MSF-294, AM-470/MSO-470)
- USS Salvager (ARS(D)-3/YMLC-3)
- USS Salvor (SP-3418, ARS-52/T-ARS-52)
- USS Sam Houston (SSBN-609/SSN-609)
- USS Sam Rayburn (SSBN-635/MTS-635)
- USS Samar (PG-41, ARG-11)
- USS Samarinda (ID-2511)
- USS Samaritan (AH-10)
- USS Samoa (1917, CB-6)
- USS Samoset (YT-5/YTM-5, SP-2000, ATA-190)
- USNS Sampan Hitch (T-AGM-18)
- USS Sample (DE-1048/FF-1048)
- USS Sampson (DD-63, DD-394, DDG-10, DDG-102)
- USS Samson (1861, 1862, 1869)
- USS Samuel B. Roberts  (DE-413, DD-823, FFG-58)
- USS Samuel Chase (AP-56/APA-26)
- USS Samuel Eliot Morison (FFG-13)
- USS Samuel Gompers (AD-37)
- USNS Samuel L. Cobb (T-AOT-1123)
- USS Samuel N. Moore (DD-747)
- USS Samuel Rotan (1861)
- USS Samuel S. Miles (DE-183)

## San
- USS San Alberto Bay (CVE-116)
- USS San Antonio (LPD-17)
- USS San Bernardino (PG-59, LST-1189)
- USS San Bernardino County (LST-1110)
- USS San Carlos (AVP-51)
- USS San Clemente (AG-79)
- USS San Diego (ACR-6/CA-6, CL-53/CLAA-53, AFS-6/T-AFS-6, LPD-22)
- USS San Felipe (YFB-12, YFB-57, YFB-79)
- USS San Francisco (C-5/CM-2, CA-38, SSN-711)
- USS San Jacinto (1850, CV-30/CVL-30/AVT-5, CG-56)
- USS San Joaquin (1876, AKA-109)
- USS San Joaquin County (LST-1122)
- USS San Jose (AFS-7/T-AFS-7)
- USS San Juan (ID-1352, SP-2262, SP-3306, CL-54/CLAA-54, SSN-751)
- USS San Leandro (YFB-34, YFB-60)
- USS San Marcos (1911, LSD-25)
- USS San Mateo (AF-24)
- USS San Onofre (ARD-30)
- USS San Pablo (AVP-30/AGS-30)
- USS San Pedro (PG-145/PF-37)
- USS San Saba (APA-232)
- USS San Toy II (SP-996)
- USS Sanborn (APA-193)
- USS Sanctuary (AH-17)
- USS Sand Caster (YM-31)
- USS Sand Fly (1823)
- USS Sand Lance (SS-381, SSN-660)
- USS Sanda (YP-3)
- USS Sandalwood (YN-27/AN-32)
- USS Sanderling (AM-37, AMc-11, AM-410, AMS-35/AMCU-49/MHC-49)
- USS Sanders (DE-40, DE-273)
- USS Sandoval (1895, APA-194/LPA-194)
- USS Sandpiper (AM-51/AVP-9, AMCU-38/MHC-38)
- USS Sands (DD-243/APD-13, T-AGOR-6)
- USS Sandusky (1865, PG-162/PF-54)
- USS Sandy Bay (CVE-118)
- USS Sangamon (1862, AO-28/AVG-26/ACV-26/CVE-26)
- USS Sangay (AE-10)
- USS Sanibel (YFB-23)
- USS Sanpoil (YTB-707)
- USS Sans Souci II (SP-301)
- USS Santa Ana (ID-2869)
- USS Santa Barbara (ID-4522,  Launch #164, AE-28/T-AE-28)
- USS Santa Cecilia (ID-4008)
- USS Santa Clara (ID-4523)
- USS Santa Elena (ID-4052)
- USS Santa Elisa (ID-4352)
- USS Santa Fe (CL-60, SSN-763)
- USS Santa Leonora (ID-4352-A)
- USS Santa Luisa (ID-2873)
- USS Santa Malta (ID-3125-A)
- USS Santa Olivia (ID-3125)
- USS Santa Paula (ID-1590)
- USS Santa Rita (YFB-681)
- USS Santa Rosa (ID-2169, YFB-33)
- USS Santa Rosalia (ID-1503)
- USS Santa Teresa (ID-3804)
- USS Santaquin (YTB-824)
- USS Santee (1855, 1905, AO-29/AVG-29/ACV-29/CVE-29/CVHE-29)
- USS Santiago (ID-2253)
- USS Santiago de Cuba (1861)

## Sap–Say
- USS Sapelo (AO-11)
- USS Sappa Creek (AO-141)
- USS Sapphire (SP-710, PYc-2)
- USS Sappho (SP-1427, AKA-38)
- USS Sara Thompson (ID-3148/AO-8)
- USS Sarah and Caroline (1861)
- USS Sarah Bruen (1862)
- USS Sarah M. Kemp (1861)
- USS Sarah S. B. Carey (1863)
- USS Saranac (1814, 1848, 1899, ID-1702, AO-74/YFP-9)
- USS Sarasota (APA-204/LPA-204)
- USS Saratoga (1780, 1814, 1842, ACR-2, CC-3/CV-3, CVA-60)
- USS Sard (PYc-23)
- USS Sarda (SS-488/AGSS-488)
- USS Sardonyx (PYc-12)
- USS Sargent Bay (AVG-83/ACV-83/CVE-83/CVU-83)
- USS Sargo (SS-188, SSN-583)
- USS Sarita (AKA-39)
- USS Sarpedon (ARB-7)
- USS Sarsfield (DD-837)
- USS Sarsi (AT-111/ATF-111)
- USS Sassaba (YT-364/YTB-364/YTM-364)
- USS Sassacus (1862, YT-193/YTB-193/YTM-193)
- USS Satago (YTB-414/YTM-414)
- USS Satanta (YT-270/YTB-270/YTM-270)
- USS Satellite (1854, SP-1012)
- USS Satilla (SP-687)
- USS Satinleaf (YN-62/AN-43)
- USS Satinwood (YN-89/AN-76)
- USS Satsuma (ID-2038)
- USS Satterlee (DD-190, DD-626)
- USS Saturn (AG-4, AK-49/AF-40, T-AFS-10)
- USS Satyr (ARL-23)
- USS Saucy (PG-65)
- USS Saufley (DD-465/DDE-465/EDDE-465)
- USS Saugatuck (AO-75/T-AOT-75)
- USS Saugus (1863, AN-4/AP-109/LSV-4/MCS-4, YTB-780)
- USS Saunter (AM-295)
- USS Saury (SS-189)
- USS Sausalito (PG-112/PF-4)
- USS Savage (DE-386/DER-386)
- USS Savannah (1798, 1842, ID-3015/AS-8, CL-42, AOR-4)
- USS Savo Island (CVE-78/CVHE-78/AKV-28)
- USS Sawfish (SS-276)
- USS Saxis (SP-615)
- USS Sayona II (SP-1109)
- USS Sayonara II (SP-587)

## Sea
- USS Sea Bird (1863)
- USS Sea Cat (SS-399/AGSS-399)
- USS Sea Cliff (DSV-4)
- USS Sea Cloud (IX-99)
- USS Sea Devil (SS-400/AGSS-400, SSN-664)
- USS Sea Dog (SS-401/AGSS-401)
- USS Sea Foam (1861, IX-210)
- USS Sea Fox (SS-402)
- USS Sea Gate (ID-2415)
- USS Sea Gull (1818, 1838, 1902, 1910)
- USS Sea Hawk (1917)
- USS Sea Horse (1812)
- USS Sea Leopard (SS-483)
- USNS Sea Lift (T-LSV-9)
- USS Sea Otter (SP-781)
- USS Sea Otter I (IX-51)
- USS Sea Otter II (IX-53)
- USS Sea Owl (SS-405/AGSS-405)
- USS Sea Panther (SS-528)
- USS Sea Poacher (SS-406/AGSS-406)
- USS Sea Robin (SS-407)
- USS Sea Rover (SP-1014/AT-57)
- USS Sea Scout (PYc-43)
- USS Sea Shadow (IX-529)
- USS Seabrook (YFB-38)
- USS Seadragon (SS-194, SSN-584)
- USS Seagrape (YN-90/AN-77)
- USS Seagull (AM-30/AT-141/ATO-141, AMS-55/MSC(O)-55)
- USS Seahorse (SS-304/AGSS-304, SSN-669)
- USS Seal (SS-19½, SS-183)
- USNS Sealift Antarctic (T-AO-176/T-AOT-176)
- USNS Sealift Arabian Sea (T-AO-169/T-AOT-169)
- USNS Sealift Arctic (T-AO-175/T-AOT-175)
- USNS Sealift Atlantic (T-AO-172/T-AOT-172)
- USNS Sealift Caribbean (T-AO-174/AOT-174)
- USNS Sealift China Sea (T-AO-170/T-AOT-170)
- USNS Sealift Indian Ocean (T-AO-171/T-AOT-171)
- USNS Sealift Mediterranean (T-AO-173/T-AOT-173)
- USNS Sealift Pacific (T-AO-168/T-AOT-168)
- USS Sealion (SS-195, SS-315/ASSP-315/APSS-315/LPSS-315)
- USS Seaman (DD-791)
- USS Searaven (SS-196)
- USS Search (1917)
- USS Searcher (YAGR-4/AGR-4)
- USS Seatag (SP-505)
- USS Seattle (ACR-11/CA-11/IX-39, AOE-3)
- USS Seaward (IX-60, IX-209)
- USS Seaweed (1877)
- USS Seawolf (SS-28, SS-197, SSN-575, SSN-21)
- USNS Seay (T-AKR-302)

## Seb–Sg
- USS Sebago (1861, YT-23)
- USS Sebastian (AK-211)
- USS Sebasticook (AOG-72)
- USS Sebec (AO-87/T-AO-87)
- USS Secota (YTB-415/YTM-415)
- USS Secret (SP-1063)
- USS Security (AMc-103)
- USS Sederstrom (DE-31)
- USS Sedgwick (AKA-110)
- USS Sedgwick County (LST-1123)
- USS See W. See (SP-740)
- USS Seekonk (AOG-20)
- USS Seer (AM-112/MSF-112/MMC-5)
- USS Seginus (AK-133)
- USS Segundo (SS-398)
- USS Segwarusa (YT-365/YTB-365/YTM-365)
- USS Seid (DE-256)
- USS Seize (ARS-26)
- USS Selfridge (DD-320, DD-357)
- USS Selinur (AKA-41)
- USS Sellers (DDG-11)
- USS Sellstrom (DE-255/DER-255)
- USS Selma (1856)
- USS Seminole (1859, 1879, AT-65, AKA-104/LKA-104, YT-805)
- USS Semmes (DD-189/AG-24, DDG-18)
- USS Senasqua (YTB-523/YTM-523)
- USS Senator Ross (1798)
- USS Seneca (1861, SP-427, SP-1240, AT-91/ATF-91)
- USS Sennet (SS-408)
- USS Senorita (SS-412)
- USS Sentinel (SP-180, 1918, AM-113, AM-412, AMCU-39/MHC-39)
- USS Sentry (AM-299/MSF-299, MCM-3)
- USS Sepulga (AO-20)
- USS Sequatchie (AOG-21)
- USS Sequin (YFB-35)
- USS Sequoia (1917, AG-23)
- USS Sequoyah (SP-426)
- USS Serapis (1779, 1864, IX-213)
- USS Serene (AM-300/MSF-300)
- USS Seringapatam (1813)
- USS Serpens (AK-97, AK-266)
- USS Serrano (AT-112/ATF-112/AGS-24)
- USS Setauket (YTB-708)
- USS Seven (SP-727)
- USS Seven Seas (IX-68)
- USS Severance (ID-2063)
- USS Severn (1867, 1898, 1918, AO-61)
- USS Sevier (APA-233/LPA-233)
- USS Seymour (DE-98)
- USS Seymour D. Owens (DD-767)
- USNS Sgt. Andrew Miller (T-AK-242)
- USNS Sgt. Archer T. Gammon (T-AK-243)
- USNS Sgt. Charles E. Mower (T-AP-186)
- USNS Sgt. Curtis F. Shoup (T-AG-175)
- USNS Sgt. George D. Keathley (T-APC-117/T-AGS-35)
- USNS Sgt. George Peterson (T-AK-248)
- USNS Sgt. Howard E. Woodford (T-AP-191)
- USNS Sgt. Jack J. Pendleton (T-AK-276/T-AKV-5)
- USNS Sgt. Jonah E. Kelley (T-APC-116)
- USNS Sgt. Joseph E. Muller (T-APC-118/T-AG-171)
- USNS Sgt. Matej Kocak (T-AK-3005)
- USNS Sgt. Morris E. Crain (T-AK-244)
- USNS Sgt. Sylvester Antolak (T-AP-192)
- USNS Sgt. Truman Kimbro (T-AK-254)
- USS Sgt. Truman O. Olson (YMP-2)
- USNS Sgt. William R. Button (T-AK-3012)

## Sh–Sho
- USS Shabonee (YT-465, YTB-833)
- USS Shackle (ARS-9)
- USS Shad (SP-551, SS-235)
- USS Shada (SP-580)
- USS Shadow III (SP-102)
- USS Shadwell (LSD-15)
- USS Shady Side (YFB-2079)
- USS Shahaka (YTB-368/YTM-368)
- USS Shahaska (YTB-533/YTM-533)
- USS Shakamaxon (1863, YN-114/AN-88)
- USS Shakori (AT-162/ATF-162)
- USS Shamal (PC-13/WPC-13)
- USS Shamokin (1865, YTB-369, YTM-752)
- USS Shamrock (1863)
- USS Shamrock Bay (ACV-84/CVE-84/CVU-84)
- USS Shangri-La (CV-38)
- USS Shannon (SP-1236, DD-737/DM-25/MMD-25)
- USS Shark (1821, 1861, SS-8, SP-534, SS-174, SS-314, SSN-591)
- USS Sharkey (DD-281)
- USS Sharps (AG-139/AKL-10)
- USS Shasta (AE-6, AE-33)
- USS Shaula (AK-118)
- USS Shaw (DD-68, DD-373)
- USS Shawmut (1863, CM-4, CM-11)
- USS Shawnee (1865)
- USS Shawnee Trail (AO-142/T-AO-142)
- USS Shawsheen (1855)
- USS Shea (DD-750/DM-30/MMD-30)
- USS Shearwater (1887, AM-413, AMCU-40, T-AG-177)
- USS Sheboygan (PG-165/PF-57)
- USS Sheehan (DE-541)
- USS Sheepscot (AOG-24)
- USS Sheffield (YFB-45)
- USS Shelby (APA-105)
- USS Sheldrake (AM-62/AGS-19)
- USS Sheliak (AKA-62)
- USS Shelikof (AVP-52)
- USS Shellbark (YN-91/AN-67)
- USS Shelter (AM-301/MSF-301)
- USS Shelton (DE-407, DD-790)
- USS Shenandoah (1862, YT-36, ZR-1, AD-26, T-AO-181, AD-44)
- USS Shepherd Knapp (1861)
- USS Sherburne (APA-205)
- USS Sheridan (AP-96/APA-51)
- USS Sherman (ID-3345)
- USS Shiel (PG-110)
- USS Shields (DD-596)
- USS Shikellamy (AO-90/AOG-47)
- USS Shiloh (1863, CG-67)
- USS Shiner (SS-404)
- USS Shipley Bay (CVE-85/CVHE-85)
- USS Shippingport (ARDM-4)
- USS Shirin (SP-915)
- USS Shirk (DD-318)
- USS Shokokon (1862)
- USS Short Splice (AK-249)
- USS Shoshone (ID-1760, AKA-65, T-AO-151/T-AOT-151)
- USS Shoup (DDG-86)
- USS Shoveler (AM-382/MSF-382)

## Shr–Si
- USS Shreveport (PG-131/PF-23, LPD-12)
- USS Shrewsbury (SP-70)
- USS Shrike (AM-50, MHC-62, AMS-201/MSC-201)
- USS Shrimp (SP-645)
- USS Shubrick (1865, TB-31, DD-268, DD-639)
- USNS Shughart (T-AKR-295)
- USS Shur (SP-782)
- USS Shuttle (SP-3572)
- USS Sialia (SP-543)
- USS Siam Duffey (1919)
- USS Sibley (APA-206)
- USS Siboney (ID-2999, CVE-112/AKV-12)
- USS Sibyl (1863)
- USS Sicard (DD-346/DM-21/AG-100)
- USS Sicily (CVE-118/AKV-18)
- USS Sides (FFG-14)
- USS Sidney C. Jones (1861)
- USS Sidonia (AKA-42)
- USS Sierra (ID-1634, AD-18)
- USS Signal (1862, IX-142)
- USS Signet (AM-302/MSF-302)
- USS Sigourney (DD-81, DD-643)
- USS Sigsbee (DD-502)
- USS Sikis (YTB-539/YTM-539)
- USNS Silas Bent (T-AGS-26)
- USS Silenus (AGP-11)
- USS Silica (IX-151)
- USS Silver Cloud (1862, IX-143)
- USS Silver Lake (1862)
- USS Silverbell (YN-70/AN-51)
- USS Silverleaf (YN-92/AN-68)
- USS Silversides (SS-236/AGSS-236, SSN-679)
- USS Silverstein (DE-534)
- USS Simon Bolivar (SSBN-641)
- USS Simon Lake (AS-33)
- USS Simon Newcomb (AGS-14/AGSC-14)
- USS Simplicity (SP-96)
- USS Simpson (DD-221/AG-97, FFG-56)
- USS Sims (DD-409, DE-154/APD-50)
- USS Sinclair (DD-275)
- USS Sioux (YT-19, ID-1766, AT-75/ATF-75, T-ATF-171)
- USS Sioux City (LCS-11)
- USS Sir Andrew Hammond (1813)
- USS Sirago (SS-485)
- USS Siren (1862, 1897, CMc-1/PY-13)
- USS Sirius (AK-15, AF-60, T-AFS-8)
- USS Sirocco (PC-6)
- USS Sirona (AKA-43)
- USS Siskin (AMS-58/MSC(O)-58)
- USNS Sisler (T-AKR-311)
- USS Sister (SP-822)
- USS Sitka (APA-113)
- USS Sitkoh Bay (CVE-86/CVU-86/AKV-30)
- USS Situla (AK-140)
- USS Siwash (SP-12)
- USS Sixaola (ID-2777)

## Sk–Sot
- USS Skagit (AKA-105/LKA-105)
- USS Skandawati (YT-370/YTB-370/YTM-370)
- USS Skaneateles (YP-6)
- USS Skate (SS-23, SS-305, SSN-578)
- USS Skenandoa (YT-336, YTB-835)
- USS Skill (AM-115, AM-471/MSO-471)
- USS Skillful (ARS-45)
- USS Skimmer (AMc-53, LCIL-1093, AMCU-41/MHC-41)
- USS Skink (SP-605)
- USS Skipjack (SS-24, SS-184, SSN-585)
- USS Skipper (AMc-104)
- USS Skirmish (AM-303/MSF-303)
- USS Skowhegan (PCE-843/PCE(R)-843)
- USS Skurry (AM-304)
- USS Skylark (AM-63, ASR-20)
- USS Skywatcher (YAGR-3/AGR-3)
- USS Slate (IX-152)
- USS Slater (DE-766)
- USS Sloat (DD-316, DE-245)
- USS Smalley (DD-565)
- USS Smartt (DE-257)
- USS Smith (DD-17, DD-378)
- USS Smith Thompson (DD-212)
- USS Smohalla (YT-371/YTB-371/YTM-371)
- USS Smoky Hill River (LSM(R)-531/LFR-531)
- USS Smyrna River (LSM(R)-532)
- USS Snake River (LSM(R)-533)
- USS Snapper (SS-16, SP-2714, SS-185)
- USS Snark (SP-1291)
- USS Snatch (ARS-27/T-AGOR-18)
- USS Snohomish County (LST-1126)
- USS Snook (SS-279, SSN-592)
- USS Snowbell (YN-71/AN-52)
- USS Snowden (DE-246)
- USS Snowdrop (1863, 1897)
- USS Snyder (DE-745)
- USNS Soderman (T-AKR-299, T-AKR-317)
- USS Soestdijk (ID-3413)
- USS Sol Navis (1919)
- USS Solace (AH-2, AH-5)
- USS Solano County (LST-1128)
- USS Solar (DE-221)
- USS Sole (SS-410)
- USS Soley (DD-707)
- USS Solf (1913)
- USS Solitaire (ID-3026)
- USS Solomon Thomas (1863)
- USS Solomons (YFB-23, CVE-67)
- USS Solvay (PC-603)
- USS Somerfield (1861)
- USS Somers (1812, 1842, TB-22, DD-301, DD-381, DD-947/DDG-34)
- USS Somerset (1862, 1917, AK-212, PCE-982, LPD-25)
- USS Somersworth (PCE(R)-849/EPCE(R)-849)
- USS Somervell County (LST-1129)
- USS Sonnicant (YTB-416/YTM-416)
- USS Sonoma (1862, AT-12/ATO-12, AT-175/ATA-175)
- USS Sophronia (1861)
- USS Sorrel (1864)
- USS Sotoyomo (YT-9/YTM-9, AT-121/ATA-121)

## Sou–Sp
- USS Soubarissen (AO-93/T-AO-93)
- USS South America (1861)
- USS South Bend (ID-4019)
- USS South Carolina (1780, 1798, 1799, 1860, BB-26, DLGN-37/CGN-37)
- USS South Dakota (ACR-9, BB-49, BB-57, SSN-790)
- USS South Pole (ID-3665)
- USS Southampton (1841, AKA-66)
- USS Southard (DD-207/DMS-10)
- USS Southerland (DD-743/DDR-743)
- USNS Southern Cross (T-AK-285)
- USS Southern Seas (PY-32)
- USS Southerner (1861)
- USS Southery (IX-26)
- USS Southfield (1857)
- USS Southland (IX-168)
- USS Southport (1911)
- USCGC Southwind (WAG-280/WAGB-280)
- USS Sovereign (1855, SP-170)
- USS Spadefish (SS-411/AGSS-411, SSN-668)
- USS Spangenberg (DE-223)
- USS Spangler (DE-696)
- MV SP5 Eric C. Gibson (AK-5091)
- USS Spark (1813, 1831, IX-196)
- USS Sparrow (AMc-31, AMCU-42/MHC-42)
- USS Sparrow II (SP-3231)
- USS Spartan (SP-336)
- USS Spartanburg County (LST-1192)
- USS Spear (AM-322/MSF-322)
- USS Spearfish (SS-190)
- USS Spearhead (Modèle:USAV)
- USS Spectacle (AM-305)
- USS Specter (AM-306/MSF-306)
- USS Spector (AM-306)
- USS Speed (AM-116/MSF-116)
- USS Speedway (SP-407)
- USS Speedwell (1865)
- USS Spence (DD-512)
- USS Spencer (1843)
- USS Sperry (AS-12)
- USS Sphinx (ARL-24)
- USS Spica (AK-16, T-AFS-9)
- USS Spicewood (YN-72/AN-53)
- USS Spiegel Grove (LSD-32)
- USS Spikefish (SS-404/AGSS-404)
- USS Spinax (SS-489/SSR-489/AGSS-489)
- USS Spindrift (IX-49)
- USS Spirea (1864)
- USS Spiteful (1862)
- USS Spitfire (1776, 1803, 1814, 1846, 1869)
- USS Splendor (PG-97)
- USS Spokane (CL-120/CLAA-120/AG-191/T-AG-191)
- USS Spoonbill (AMS-202MSC-202)
- USS Spot (SS-413)
- USS Spragge (DE-563)
- USS Spray (ID-2491)
- USS Spray II (SP-308)
- USS Sprig (AM-384/MSF-384)
- USS Springer (SS-414)
- USS Springfield (1862, ID-2575, CL-66/CLG-7/CG-7, SSN-761)
- USS Sproston (DD-173/DM-13, DD-577/DDE-577)
- USS Spruance (DD-963, DDG-111)
- USS Spry (PG-64)
- USS Spuyten Duyvil (1864)

## Sq–Sta
- USS Squall (PC-7)
- USS Squalus (SS-192)
- USS Squando (1865)
- USS Squanto (YT-194/YTB-194/YTM-194)
- USS SSG Edward A. Carter, Jr. (AK-4544)
- USS St. Andrews (ACV-49/CVE-49)
- USS St. Andrews Bay (CVE-107)
- USS St. Augustine (PG-54)
- USS St. Clair (1862)
- USS St. Clair County (LST-1096)
- USS St. Croix (APA-231)
- USS St. Croix River (LSM(R)-524)
- USS St. Francis (ID-1557, YP-150)
- USS St. Francis River (LSM(R)-525/LFR-525)
- USS St. George (AVG-17/ACV-17/CVE-17, AV-16)
- USS St. Helena (1915, PF-86)
- USS St. Johns (ID-3710)
- USS St. Johns River (LSM(R)-526)
- USS St. Joseph (ACV-50/CVE-50)
- USS St. Joseph Bay (CVE-105)
- USS St. Joseph River (LSM(R)-527)
- USS St. Lawrence (1848)
- USS St. Lo (CVE-63)
- USS St. Louis (1828, 1861, 1894, C-20/CA-18, CL-49, AKA-116/LKA-116)
- USS St. Mary's (1798, 1844, SP-1457, APA-126)
- USS St. Marys River (LSM(R)-528)
- USS St. Mihiel (AP-32)
- USS Saint Paul (1895, CA-71, CA-73)
- USS St. Regis River (LSM(R)-529)
- USS St. Sebastian (SP-470)
- USS St. Simon (ACV-51/CVE-51)
- USS Stack (DD-406)
- USS Stadtfeld (DE-29)
- USS Staff (AM-114/MSF-114)
- USS Stafford (DE-411)
- USS Stag (IX-128/AW-1)
- USS Stagbush (YN-93/AN-69)
- USS Stallion (YT-120/YTM-120, ATA-193)
- USS Stalwart (AMc-105/IX-231, AM-493/MSO-493, T-AGOS-1)
- USS Stamford (PG-203/PF-95)
- USS Standard Arrow (ID-1532)
- USS Standish (1864)
- USS Stanly (DD-478)
- USS Stansbury (DD-180/DMS-8/AG-107)
- USS Stanton (DE-247)
- USS Star (1859)
- USS Star 1 (ID-1351)
- USS Starboard Unit (1918)
- USS Stark (FFG-31)
- USS Stark County (LST-1134)
- USS Starlight (AP-175)
- USS Starling (SP-2981, AM-64/MSF-64)
- USS Starr (AKA-67)
- USS Stars and Stripes (1861)
- USS State of Georgia (1851)
- USS Staten (YFB-36)
- USS Staten Island (WAG-278/WAGB-278/AGB-5)
- USS Staunch (AM-307/MSF-307)
- USS Stayner (DE-564)

## Ste–Stu
- USS Steadfast (AFDM-14)
- USS Steady (AM-118/MSF-118)
- USS Steamer Bay (CVE-87/CVHE-87)
- USS Steele (DE-8)
- USS Steelhead (SS-280)
- USS Stein (DE-1065/FF-1065)
- USS Steinaker (DE-452, DD-863/DDR-863)
- USS Stembel (DD-644)
- USS Stentor (ARL-26)
- USS Stephanotis (YP-4)
- USS Stephen Potter (DD-538)
- USS Stephen R. Jones (ID-4526)
- USS Stephen W. Groves (FFG-29)
- USS Stephen W. McKeever (SP-1169)
- USS Stephen Young (1861)
- USS Stepping Stones (1861)
- USS Sterett (DD-27, DD-407, DLG-31/CG-31, DDG-104)
- USS Sterlet (SS-392)
- USS Sterling (1898, IX-201)
- USS Stern (DE-187)
- USS Sterope (AK-96)
- USS Stethem (DDG-63)
- USS Stettin (1862)
- USS Steuben County (LST-1138)
- USS Stevens (DD-86, DD-479)
- USS Stevens' Battery (1862)
- USS Stevenson (DD-503, DD-645)
- USS Stewart (DD-13, DD-224, DE-238)
- USS Stickell (DD-888/DDR-888)
- USS Stickleback (SS-415)
- USS Stiletto (1885)
- USS Stinger (SP-1252)
- USS Stingray (SS-13, SS-186)
- USS Stockdale (1863, DE-399, DDG-106)
- USS Stockham (DE-97, DD-683)
- USS Stockton (TB-32, DD-73, DD-504, DD-646)
- USS Stoddard (DD-566)
- USS Stoddert (DD-302/AG-18)
- USS Stokes (AKA-68)
- USS Stone County (LST-1141)
- USS Stonewall (1863, IX-185)
- USS Stonewall Jackson (SSBN-634)
- USS Storm King (AP-171)
- USS Stormes (DD-780)
- USS Stout (DDG-55)
- USS Strafford County (LST-1142)
- USS Stranger (1880)
- USS Strategy (AM-308/MSF-308)
- USS Stratford (AK-45/AP-41)
- USS Straub (DE-77, DE-181)
- USS Straus (DE-408)
- USS Strength (AM-309/MSF-309)
- USS Stribling (DD-96/DM-1, DD-867)
- USS Strickland (DE-333/DER-333)
- USS Stringham (TB-19, DD-83/APD-6)
- USS Strive (AM-117/MSF-117/MMC-1)
- USS Stromboli (1846)
- USS Strong (DD-467, DD-758)
- MV Strong Virginian (T-AKR-9205)
- USS Stump (DD-978)
- USS Sturdy (SP-82, PYc-50, AM-494/MSO-494)
- USS Sturgeon (SS-25, SS-187, SSN-637)
- USS Sturgeon Bay (IX-27)
- USS Sturtevant (DD-240, DE-239/DER-239)

## Su
- USS Suamico (AO-49/T-AO-49)
- USS Sublette County (LST-1144)
- USS Success (1776, AM-310/MSF-310)
- USS Sudbury (ID-2149)
- USS Suffolk (AKA-69)
- USS Suffolk County (LST-1173)
- USS Suisun (AVP-53)
- USS Suitland (YF-336/YDT-15)
- USS Sultana (SP-134)
- USS Sumac (YN-73)
- USS Summit (AMc-106/IX-232)
- USS Summit County (LST-1146)
- USS Sumner (DD-333, AG-32/AGS-5, T-AGS-61)
- USS Sumner County (LST-1148)
- USS Sumpter (1853)
- USS Sumter (AP-97/APA-52, LST-1181)
- USS Sunbeam III (SP-251)
- USS Sunbird (ASR-15)
- USS Suncock (YN-99/AN-80)
- USS Suncook (1865)
- USS Sunfish (SS-281, SSN-649)
- USS Sunflower (1863, 1907)
- USS Sunnadin (AT-28/ATO-28, ATA-197)
- USNS Sunnyvale (T-AGM-5)
- USS Sunset (ACV-48/CVE-48)
- USS Sunset Bay (CVE-106)
- USS Superior (1814, AM-311/MSF-311)
- USS Supply (1846, 1873, IX-147/AVS-1, AOE-6/T-AOE-6)
- USS Support (ARS-46)
- USS Sureste (1899)
- USS Surf (SP-341, SP-518)
- USS Surfbird (AM-383/MSF-383/ADG-383)
- USS Suribachi (AE-21)
- USS Surprise (1777, 1814, 1815, PG-63, PGM-97/PG-97)
- USS Surprize (1777)
- USS Surveyor (1917)
- USS Susan Ann Howard (1863)
- USS Susan B. Anthony (AP-72)
- USS Susanne (SP-411, SP-832)
- USS Susanville (PC-1149)
- USS Susquehanna (1850, ID-3016, AOG-5/T-AOG-5, T-AO-185/T-AOT-185)
- USS Sussex (SP-685, AK-213)
- USS Sustain (AM-119/MSF-119/MMC-2, AFDM-7)
- USS Sutter County (LST-1150)
- USS Sutton (DE-286, DE-771)
- USS Suwannee (1864, AO-33/AVG-27/ACV-27/CVE-27/CVHE-27)
- USS Suzanne (SP-510)
- USS Swallow (AM-4, AM-65, AMS-36/MSC(O)-36)
- USS Swan (SP-1437, AM-34/AVP-7, AMS-37/MSC(O)-37)
- USS Swanson (DD-443)
- USS Swasey (DD-273, DE-248)
- USS Swatane (YT-344)
- USS Swatara (1865, 1873)
- USS Sway (AM-120/MSF-120)
- USS Swearer (DE-186)
- USS Sweet Brier (1862)
- USS Sweetwater County (LST-1152)
- USS Swenning (DE-394)
- USS Swerve (AM-121, AM-495/MSO-495)
- USS Swift (1864, AM-122/MSF-122, HSV-2)
- USS Switzerland (1854)
- USS Swivel (ARS-36)
- USS Sword (LSD-14)
- USNS Sword Knot (T-AGM-13)
- USS Swordfish (SS-193, SSN-579)
- USS Sybilla III (SP-104)
- USS Sycamore (YN-28)
- USS Sylph (1813, 1831, PY-5, PY-12)
- USS Sylvan Arrow (ID-2150)
- USS Sylvania (AFS-2, AKA-44)
- USS Sylvia (1882, SP-471)
- USS Symbol (AM-123)
- USS Syncline (YO-63)
- USS Syren (1803)
- USS Syrma (AK-134)